# Elaeocarpus milnei
Elaeocarpus milnei är en tvåhjärtbladig växtart som beskrevs av Berthold Carl Seemann. Elaeocarpus milnei ingår i släktet Elaeocarpus och familjen Elaeocarpaceae. Inga underarter finns listade i Catalogue of Life.